# Comanthosphace
Comanthosphace  é um gênero botânico da família Lamiaceae

## Espécies
| - Comanthosphace barbinervis - Comanthosphace dependens - Comanthosphace formosana - Comanthosphace hakonensis - Comanthosphace japonica - Comanthosphace nanchuanensis - Comanthosphace nepalensis | - Comanthosphace ningpoensis - Comanthosphace sinensis - Comanthosphace stellipila - Comanthosphace stelliplia - Comanthosphace sublanceolata - Comanthosphace tajimensis - Comanthosphace tosaensis |

## Nome e referências
Comanthosphace S. Moore, 1877